# 필라델피아 전역

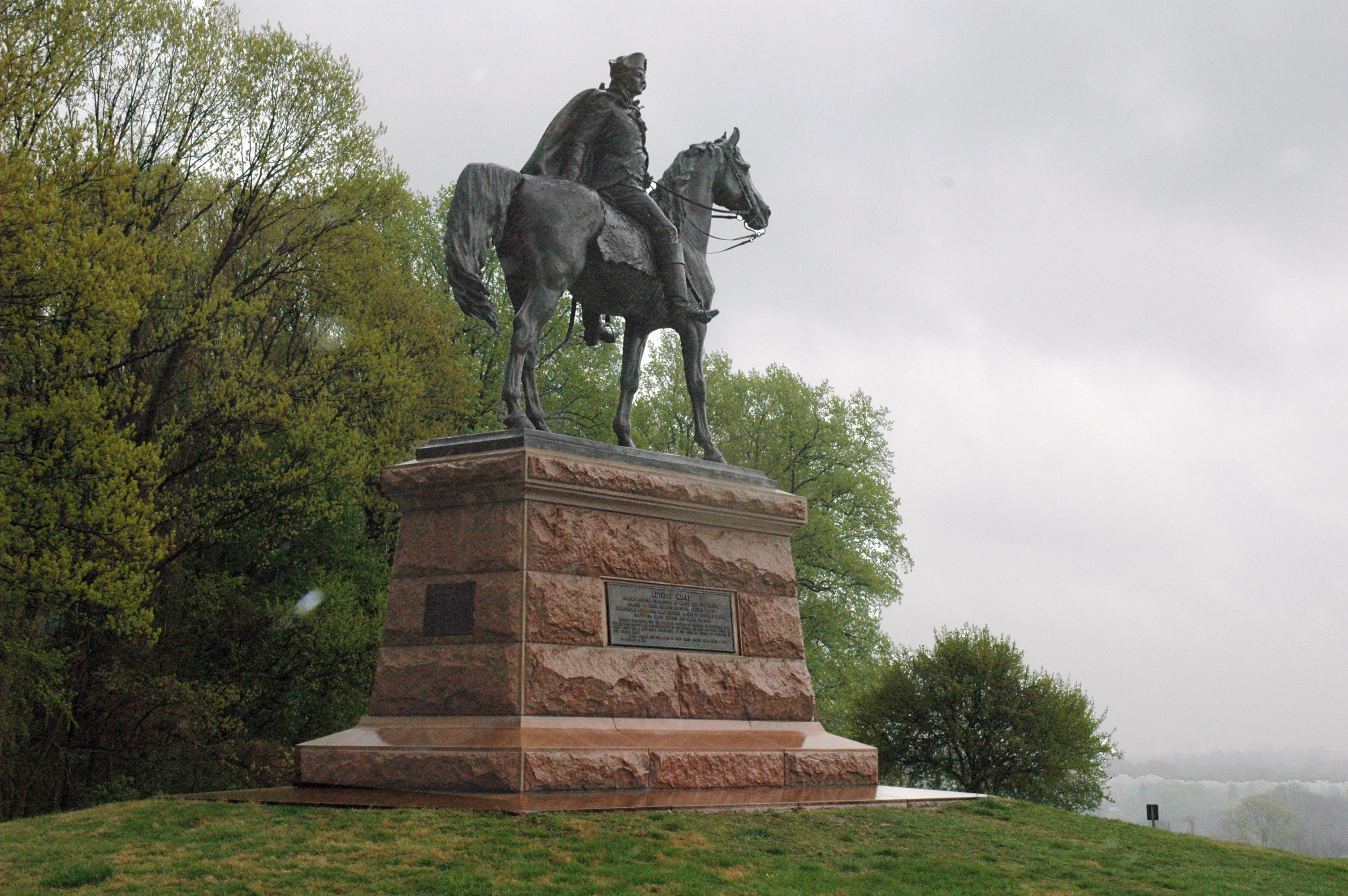

필라델피아 전역(Philadelphia campaign)은 미국 독립 전쟁 중에 영국군 주도로 제2차 대륙회의가 열리고 있었던 필라델피아를 손에 넣기 위한 전략적 작전이었다. 영국군 윌리엄 하우 장군은 뉴저지 북부에서 조지 워싱턴이 이끄는 대륙군을 교전에 끌어 들이려 했지만 실패했고, 그 후 군대를 수송선에 싣고 체사피크 만 북부에 상륙하여, 그곳에서 북쪽 피라 데루휘아를 향해 진군했다. 워싱턴은 브랜디와인 강에서 하우 군의 작전에 방어진을 준비했지만, 1777년 9월 11일 브랜디와인 전투에서 측면을 지쳐 깨져 후퇴했다. 하우 군은 그 작은 전투를 벌인 후 필라델피아 시를 점령했다. 워싱턴 군은 저먼타운에 있던 하우 군 수비대를 공격했지만 실패로 돌아갔고, 그 후 포지 계곡으로 후퇴하여 동계 주둔에 들어갔다.
하우의 이 전략은 미국 측이 임수 수도로 삼은 필라델피아를 잘 점령할 수 있었지만, 그 진행이 느린 동시에 북부에서 영국군에게 비참한 결과로 끝났던 새러토가 전역을 지원할 수 없었기 때문에, 많은 논란을 가져왔다. 그 결과는 프랑스가 참전을 하게 되었고, 하우 장군은 필라델피아 점령 이후 사임하면서 부사령관이었던 헨리 클린턴 장군과 교체되었다. 클린턴은 프랑스와 미국이 연합하여 뉴욕 시를 공격해 올 가능성을 파악하고, 방어를 강화하기 위하여, 1778년에 필라델피아를 양도하게 된다. 워싱턴은 뉴저지를 통해서 철수하는 영국군을 추격해 몬머스 법원 청사에서 전투에 돌입했다. 이것은 독립 전쟁 중에서도 최대의 전투가 되었다.

## 배경
1776년 뉴욕 뉴저지 전역으로 하우 장군이 뉴욕 시의 점령에 성공한 후, 워싱턴은 트렌턴과 프린스턴에서 반격에 성공하여, 1777년 초 겨울에는 양군 모두 불안정한 교착 상태에 빠지게 되었다. 이 시기는 수많은 작은 전투가 계속되었지만, 영국군은 뉴저지에 있는 뉴브런즈윅과 퍼스앰보이의 전진 기지 점령을 계속했다.
영국 본국의 문관으로 북미 전쟁 수행의 책임자였던 조지 저메인에게 하우 장군은 1777년 전략의 일환으로 반란군의 제2차 대륙회의가 열리고 있는 필라델피아를 점령할 것을 제안했다. 저메인은 그 작전을 승인했지만, 하우가 요청한 병력의 수는 감소했다.

## 같이 보기
- 미국 독립 전쟁의 전투 목록
- 미국 독립 전쟁